# Chrysozephyrus desgodinsi
Chrysozephyrus desgodinsi är en fjärilsart som beskrevs av Charles Oberthür 1913. Chrysozephyrus desgodinsi ingår i släktet Chrysozephyrus och familjen juvelvingar. Inga underarter finns listade i Catalogue of Life.